# Isonzo (videogioco)
Isonzo è un videogioco multigiocatore sparatutto in prima persona ambientato sul fronte italiano della prima guerra mondiale. Sviluppato inizialmente dagli studi indipendenti M2H e BlackMill Games e poi dal solo BlackMill Games, in seguito all'acquisizione di M2H da parte di Focus Entertainment, il gioco è stato pubblicato per computer il 13 settembre 2022, sulle piattaforme Steam ed Epic Games, lo stesso giorno per Xbox One, Xbox Series X e Series S e il 20 settembre 2022 sul PlayStation Store, per PS4 e PS5.
Prende il nome dal fiume Isonzo lungo il quale, tra il giugno del 1915 e l'ottobre del 1917, si combatterono dodici sanguinose battaglie della prima guerra mondiale che videro contrapposti il Regno d'Italia da una parte e l'Impero Austro-Ungarico col suo alleato tedesco dall'altra. Armi, uniformi, ambientazioni e tattiche di combattimento sono state ricreate in modo realistico, prestando attenzione alla storicità.
Il gioco è il sequel di Verdun, ambientato sul fronte occidentale, e di Tannenberg, ambientato sul fronte orientale, prodotti e sviluppati sempre da BlackMill Games e da M2H, con i quali costituisce la WW1 Game Series; funziona tramite il motore grafico Unity.

## Modalità di gioco
Isonzo è un multiplayer tattico basato sul gioco di squadra nel quale sono presenti due modalità di gioco: la modalità "Offensiva", disponibile sempre, e la modalità "Scalata", resa disponibile dagli sviluppatori come evento soltanto per periodi ristretti.

### Modalità "Offensiva"
In ogni partita della modalità "Offensiva" i giocatori possono essere contemporaneamente 48 su pc e 40 su console. Vengono suddivisi in due squadre, il Regno d'Italia e l'Impero Austro-Ungarico, quest'ultimo sostituito dall'Impero tedesco durante l'"Offensiva" Intervento tedesco, e possono assumere il ruolo di ufficiale, fuciliere, geniere, assaltatore, alpino o tiratore, ognuno con le sue peculiarità. Scopo della modalità per la squadra attaccante è conquistare l'ultimo settore di ogni mappa perdendo meno di 300 o 400 vite totali in ciascun settore; consumare tutte le vite degli attaccanti in un singolo settore di una mappa è invece l'obiettivo dei difensori.
Le modalità "Offensiva" sono:
- Guerra di montagna, costituita dalle mappe Monte Piana e Dolomiti ed ambientata fra il luglio e l'agosto del 1915;
- Guerra bianca, costituita dalle mappe Marmolada e Adamello e ambientata tra l'aprile del 1916 ed il maggio del 1918;
- Strafexpedition, formata dalle mappe Monte Cengio e Monte Fior, ambientata fra il 30 maggio ed il 7 giugno 1916;
- Sesta battaglia dell'Isonzo, costituita dalle mappe Monte San Michele, Monte Sabotino e Gorizia, ambientata fra il 6 e l'8 agosto del 1916;
- Intervento tedesco, costituita dalle mappe Caporetto, Piave e Monte Grappa, ambientata fra il 24 ottobre e il 13 novembre del 1917;
- Solstizio, formata dalle mappe Montello e Col Moschin, ambientata fra il 15 e il 16 giugno del 1918[1].

### Modalità "Scalata"
Nelle partite della modalità "Scalata" i giocatori possono essere al massimo 32 e possono assumere solo il ruolo di alpino. Vengono suddivisi in due squadre, il Regno d'Italia e l'Impero Austro-Ungarico e devono fare i conti con una parete rocciosa verticale: gli italiani devono arrivare alla cima facendo affidamento su corde e picconi, gli austro-ungarici devono impedirlo sparando e gettando rocce.
L'ambientazione della modalità è la scalata delle cime di Ombretta, sul ghiacciaio della Marmolada, compiuta dagli alpini italiani il 30 aprile 1916; la modalità "Scalata" è stata resa disponibile dagli sviluppatori ad aprile 2024 e novembre 2024.

## Sviluppo
Dopo essere stato annunciato in uscita entro l'anno, all'inizio del 2021, lo sviluppo di Isonzo ha avuto un rallentamento che l'ha portato ad essere pubblicato soltanto a settembre del 2022. Bug fix e DLC sono costantemente aggiunti dagli sviluppatori nel corso del tempo, con nuove uniformi, armi e mappe: già alla fine del 2022 c'è stata l'espansione Caporetto, seguita dalla patch Monte Grappa a maggio 2023, dall'espansione Monte Piana a settembre 2023, dall'espansione Adamello a novembre 2024 e dall'espansione Col Moschin ad aprile 2025.

## Accoglienza
Nelle recensioni, Isonzo ha avuto una valutazione oscillante fra i 66/100 ed i 75/100 per il sito web statunitense Metacritic, di 7/10 per IGN, di 78/100 per la rivista britannica PC Gamer, di 7.3/10 per IGN Italia e di 7.5/10 per Multiplayer. Inoltre si è aggiudicato il premio come miglior videogioco indie dell'anno 2022 e quello nella categoria "miglior audio" ai Dutch Game Awards del 2023.